# Giro d’Italia 1924

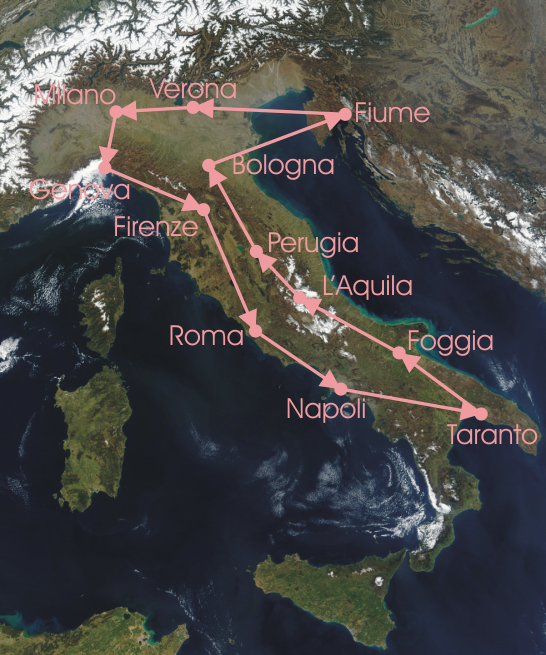
Streckenverlauf des Giro

Der 12. Giro d’Italia fand vom 10. Mai bis 1. Juni 1924 statt.
Das Radrennen bestand aus 12 Etappen mit einer Gesamtlänge von 3.613 Kilometern. Von 90 Teilnehmern erreichten 30 gewertet das Ziel. Giuseppe Enrici errang den Giro-Sieg vor Federico Gay.
Besondere Aufmerksamkeit erregte bei diesem Giro die Radrennfahrerin Alfonsina Strada, die als einzige Frau jemals bei dieser Rundfahrt startete. Die Organisatoren hatten geglaubt, dass sie ein Mann sei, weil sie sich mit Strada, Alfonsin eingeschrieben hatte. Zwar stellte sich noch vor dem Start heraus, dass sie eine Frau war, doch ließ man sie trotzdem starten. Obwohl sie nach der achten Etappe aus dem Zeitlimit herausfiel, ließ der Veranstalter sie außerhalb der offiziellen Wertung weiter mitfahren, da sie vom Publikum gefeiert wurde und für Schlagzeilen in den Zeitungen sorgte. Am Ziel in Mailand war sie ca. 38 Stunden hinter Enrici und ca. 17 Stunden hinter dem offiziell Letzten, Telesforo Benaglia, der den Giro als 30. beendete.

## Etappen
| Etappen    | Start – Ziel       | km  | Etappensieger     | Gesamterster    |
| ---------- | ------------------ | --- | ----------------- | --------------- |
| 1. Etappe  | Mailand – Genua    | 300 | Bartolomeo Aymo   | Bartolomeo Aymo |
| 2. Etappe  | Genua – Florenz    | 307 | Federico Gay      | Bartolomeo Aymo |
| 3. Etappe  | Florenz – Rom      | 284 | Federico Gay      | Federico Gay    |
| 4. Etappe  | Rom – Neapel       | 249 | Adriano Zanaga    | Federico Gay    |
| 5. Etappe  | Potenza – Tarent   | 265 | Federico Gay      | Federico Gay    |
| 6. Etappe  | Taranto – Foggia   | 230 | Federico Gay      | Federico Gay    |
| 7. Etappe  | Foggia – L’Aquila  | 304 | Giuseppe Enrici   | Giuseppe Enrici |
| 8. Etappe  | L’Aquila – Perugia | 296 | Giuseppe Enrici   | Giuseppe Enrici |
| 9. Etappe  | Perugia – Bologna  | 280 | Arturo Ferrario   | Giuseppe Enrici |
| 10. Etappe | Bologna – Fiume    | 415 | Romolo Lazzaretti | Giuseppe Enrici |
| 11. Etappe | Fiume – Verona     | 366 | Arturo Ferrario   | Giuseppe Enrici |
| 12. Etappe | Verona – Mailand   | 313 | Giovanni Bassi    | Giuseppe Enrici |